# Георгсмаринхите
Георгсмаринхите (њем. Georgsmarienhütte) град је у њемачкој савезној држави Доња Саксонија. Једно је од 34 општинска средишта округа Оснабрик. Према процјени из 2010. у граду је живјело 32.289 становника. Посједује регионалну шифру (AGS) 3459019.

## Географски и демографски подаци
Георгсмаринхите се налази у савезној држави Доња Саксонија у округу Оснабрик. Град се налази на надморској висини од 86 – 331 метра. Површина општине износи 55,4 km². У самом граду је, према процјени из 2010. године, живјело 32.289 становника. Просјечна густина становништва износи 582 становника/km².

## Међународна сарадња
| Мјесто           | Држава    | Врста сарадње | Од    |
| ---------------- | --------- | ------------- | ----- |
|                  | САД       | контакт       | 1987. |
|                  | Пољска    | партнерство   | 1997. |
| Шонебек          | Холандија | партнерство   | 1970. |
| Рамат Хашерон    | Израел    | партнерство   | 1981. |
| Сен Макер ан Мож | Француска | контакт       | 1989. |
| Извор            |           |               |       |